# Sanzey
Sanzey é uma comuna francesa na região administrativa de Grande Leste, no departamento de Meurthe-et-Moselle. Estende-se por uma área de 3,58 km². Em 2010 a comuna tinha 152 habitantes (densidade: 42,5 hab./km²).